# Lisoclina

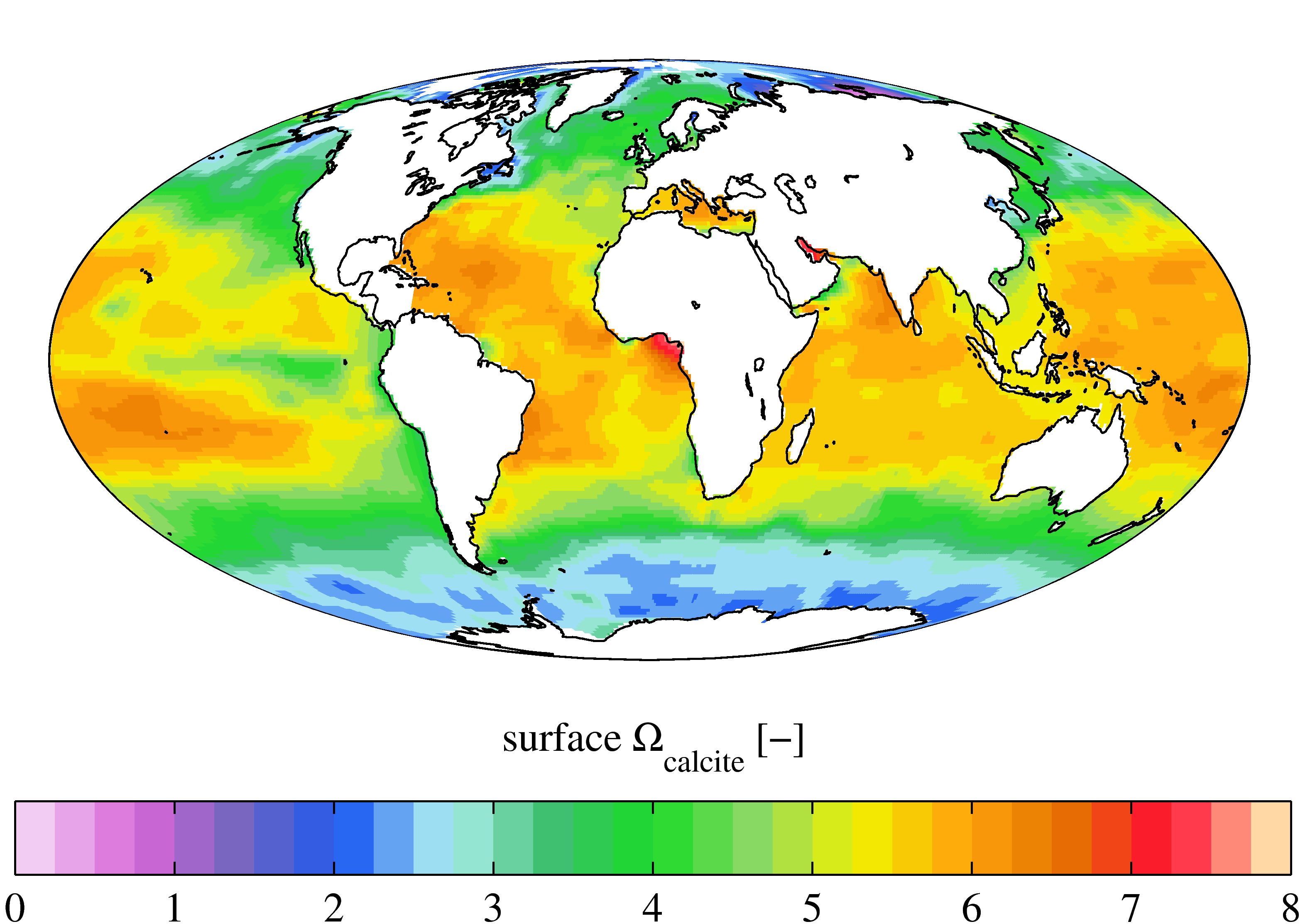
Estat de saturació normalitzat de la calcita: les àrees amb un valor inferior a 1 indiquen una probabilitat de dissolució (insaturada), mentre que un valor superior a 1 indica àrees amb menys probabilitats de dissolució (sobresaturació).

La lisoclina és la profunditat per sota de la qual la majoria dels carbonats dels sediments del sòl oceànic es dissolen.
En aquest nivell només es queden sense dissoldre els carbonats més resistents, com els foraminífers calcaris, per la qual cosa als sediments encara hi ha restes de carbonats. Existeix un segon nivell, l'anomenat «nivell de compensació de la calcita» o «profunditat de compensació de la calcita» (NCC/PCC, o CCD: de l'anglès Calcite Compensation Depth), més profund, per sota del qual la totalitat dels carbonats es dissolen.

## Profunditat
En general, actualment la lisoclina es troba entre els 3.000 i 5.000 metres de profunditat, xifra similar a la mitjana de profunditat dels oceans. La lisoclina pot variar segons múltiples factors, entre els quals es troben la concentració de CO₂, el nivell d'acidesa de les aigües, o la latitud, arribant a estar a llocs com l'Antàrtida a només uns centenars de metres per sota de la superfície.
La necessitat d'una determinada profunditat per la dissolució de carbonats és deguda al fet que la solubilitat dels mateixos augmenta amb la disminució de la temperatura i amb l'augment de la pressió. És precisament aquesta dependència de la temperatura la responsable que la lisoclina i la PCC no siguin paral·leles a l'oceà, estant generalment la PCC més allunyada de la lisoclina al centre de la conca oceànica i més propera als marges.
Tanmateix, en altres èpoques la lisoclina ha patit variacions importants, com per exemple fa 55 milions d'anys durant el màxim tèrmic del Paleocè-Eocè, on s'elevà dràsticament arreu del planeta, a causa de l'augment de temperatura i de CO₂.